# Bechert (Bildhauerfamilie)
Bechert ist der Name einer schlesischen Bildhauerfamilie, die um 1660 bis 1755 in Schweidnitz und Hirschberg wirkte.

## Familienmitglieder
Franz Ferdinand Bechert wurde um 1660 geboren. Ab etwa 1686 ist er als Meister in Schweidnitz nachweisbar, später zog er nach Hirschberg. Dort starb er mit 67 Jahren und wurde am 3. September 1772 begraben.
Sein Sohn Joseph Anton Bechert wurde am 8. September 1691 in Schweidnitz getauft. Er wirkte vorwiegend in Hirschberg. 1722 schuf er für die katholische Kirche in Maiwaldau eine nahezu lebensgroße Statue des böhmischen Landesheiligen Nepomuk aus bemaltem Holz. Er wurde am 5. Dezember 1750 in Hirschberg begraben.
Anton Leopold Bechert, Sohn des Joseph Anton Bechert, war ebenfalls in Hirschberg tätig. 1752 wurde er Meister. Drei Jahre später gestaltete er die Glorie in Form einer Sonne für den Altar der Buchwalder Bethauskirche.